# Arena Pruszków

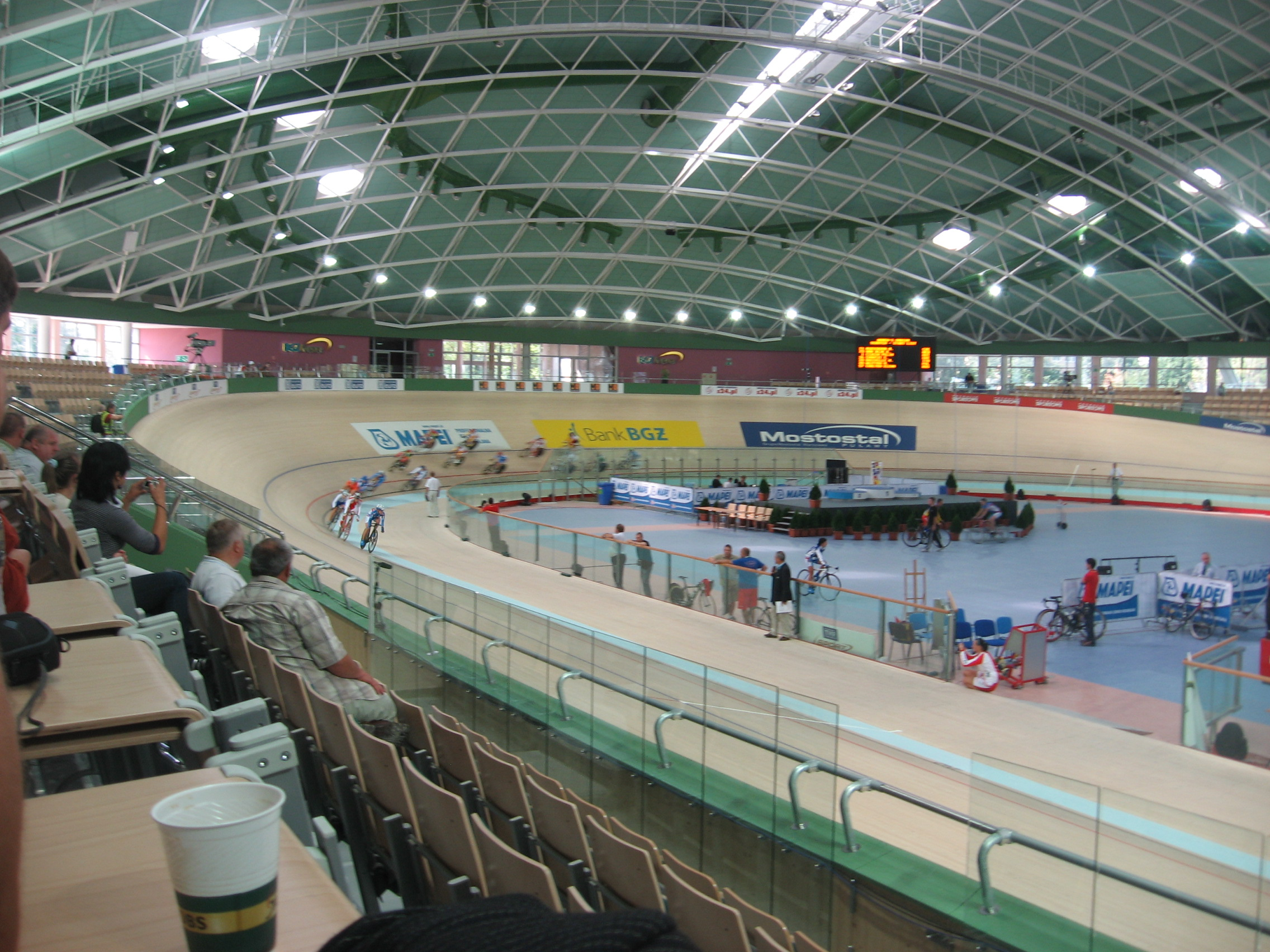

De Arena Pruszków is een overdekte wielerbaan in de Poolse stad Pruszków. De baan werd gebouwd naar plannen van het Duits architectenbureau Schürmann en ging in 2008 open. De wielerbaan heeft een lengte van 250 meter en is 7 meter breed.
De Arena Pruszków was  gastheer van de wereldkampioenschappen baanwielrennen in 2009 en 2019. Ook de Europese kampioenschappen baanwielrennen in 2010 vonden plaats op deze baan. 